# فرانك ريد هورتون
فرانك ريد هورتون (بالإنجليزية: Frank Reed Horton)‏ هو ضابط أمريكي، ولد في 17 يوليو 1896، وتوفي في 28 أغسطس 1966.